# Daniel Kawczynski

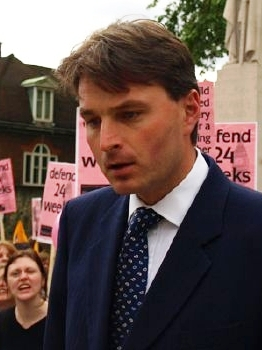
Daniel Kawczynski

Daniel Kawczynski (* 24. Januar 1972 in Warschau) ist ein britischer Politiker der Conservative Party.

## Leben
Kawczynski wanderte in den 1970er-Jahren mit seiner Mutter nach England aus. Er besuchte das St George’s College in Weybridge,
das Birmingham Polytechnic und studierte danach Wirtschaftswissenschaften und Sprachen an der University of Stirling. Seit 2005 ist Kawczynski Abgeordneter im House of Commons. Mit einer Körpergröße von 2,04 m galt er als größter Abgeordneter des Parlaments. Kawczynski ist seit 2011 geschieden. Im Parlament stimmte er für die Legalisierung der gleichgeschlechtlichen Ehe und outete sich am 30. Juni 2013, dass sein neuer Partner ein Mann sei.